# Lantek Timur
Lantek Timur is een bestuurslaag in het regentschap Bangkalan van de provincie Oost-Java, Indonesië. Lantek Timur telt 3834 inwoners (volkstelling 2010).